# 奚国华 (1951年)
奚国华（1951年—），男，汉族，上海人，中华人民共和国企业家。

## 生平
早年毕业于合肥工业大学，后在上海交通大学、同济大学攻读硕士和博士学位，后供职于上海市邮电管理局、邮电部电信总局。2000年，担任上海贝尔董事长兼执行副总裁。2001年11月，任信息产业部副部长。2008年，改任工业和信息化部副部长。2012年3月，出任中国移动董事长一职，其前任为王建宙。2015年8月退休。